# Fonzie
Arthur Fonzarelli, även känd som Fonzie och The Fonz, är en av huvudkaraktärerna i den amerikanska TV-serien Gänget och jag som gick i elva säsonger mellan åren 1974 och 1984. Han är nog den mest kända karaktären i serien och han omnämns och härmas ofta i många andra TV-serier och filmer. Fonzie medverkar även i pilotavsnittet till Mork & Mindy.

## Rollfiguren
Fonzie är en rebell (greaser) som inte tar skit från något eller någon, och om det skulle bli bråk så är det ingen som vågar ge sig på honom. Han ställer alltid upp för sina vänner - om en vän får problem, så dyker alltid Fonzie upp och ställer allt till rätta.
Fonzie är oftast klädd i jeans, vit t-shirt och en svart skinnjacka. Han åker motorcykel och är tjejernas favorit. Tjejerna står alltid på kö för att få en träff med Fonzie. Han har nästan alltid så många tjejer efter sig att han inte riktigt vet vem han ska följa hem på kvällen.
Han jobbar som mekaniker på en bilverkstad, och det är ett jobb han trivs med. På fritiden hänger han på restaurangen Arnold's tillsammans med sina vänner Richard, Ralph och Potsie.
Fonzie är bland annat känd för repliken "Ayyy!" som han använder flitigt under seriens gång.
Fonzie ser sig själv som den coolaste killen som någonsin funnits, och alla som känner honom håller med om detta.
Han spelas av Henry Winkler. Det är för övrigt Winklers mest kända roll och det är rollfiguren han förknippas mest med.

## De olika säsongerna
I den första säsongen av Gänget och jag är Fonzie i stort sett bara en statist. Han är knappt med alls, och när man väl får se honom så sitter han bara och meckar på sin motorcykel. Men från och med säsong två är det annorlunda - där har Fonzie lyfts fram och blivit en av huvudpersonerna och man får lära känna honom ordentligt. I säsong tre flyttar Fonzie in hos familjen Cunningham och blir en del av familjen. Han bor på vinden, och han har egen ingång dit så han kan komma och gå som han vill utan att störa någon. Dock för hans motorcykel mycket oväsen om kvällarna, vilket Howard Cunningham inte är särskilt glad över.

## Några saker som Fonzie gjort i serien
- Han har hoppat över 14 soptunnor med sin motorcykel. Syftet var att sätta ett rekord. Han lyckades, men kraschade in i ett stånd där det såldes grillad kyckling. Han fick en skada i benet och fick läggas in på sjukhus för en operation.
- Han tog med sig sin kompis Richard Cummingham på en dubbel-dejt tillsammans med Laverne och Shirley, vilket gick ganska vilt till.
- Han har sjungit Elvis Presleys låt Heartbreak Hotel inför en vild publik inne på restaurangen Arnold's.
- På restaurangen Arnold's finns det en jukebox. Fonzie har en väldigt speciell teknik för att starta jukeboxen - han smäller till den, och den börjar spela. Det är bara Fonzie som lyckats med det, och man får se honom göra det flera gånger under seriens gång. Detta har lagt grunden för det amerikanska uttrycket "Fonzie touch", då föremål går igång/börjar fungera om man slår till föremålet i fråga.
- Han gick på en Halloweenfest i sin vanliga utstyrsel (jeans och skinnjacka) och påstod att han var utklädd till Marlon Brando.